# تاکسی شانس
تاکسی شانس یک مجموعه تلویزیونی محصول سال ۱۳۸۸ به کارگردانی سعید سالارزهی، نویسندگی روح‌الله صدیقی و تهیه‌کنندگی سعید سالارزهی می‌باشد که از شبکه سه پخش شد. محصول شبکه آفتاب است که در شش قسمت ۴۵ دقیقه ای تهیه شده‌است.
این سریال در شهر آستانه، استان مرکزی فیلم‌برداری شد. این مجموعه ابتدا برای «شبکه آفتاب» (شبکه استان مرکزی) ساخته شد و در سال ۱۳۸۹ از شبکه دو سیما هم پخش گردید.
داستان آن درخصوص داماد خانواده ای به نام «خداخواست» است که بر روی مینی بوس پدرخانمش (مش عیوض) کار می‌کند اما به دلیل مشکلاتی که با پدرخانمش دارد، رفتارش با مسافران هم بسیار نامناسب است. بالأخره او روزی تصمیم می‌گیرد به جای کار بر روی مینی بوس، تاکسی بخرد و برای خودش کار کند اما با بروز اتفاقاتی این تاکسی برای او شانس نمی‌آورد بلکه مشکلاتش را بیشتر می‌کند و ادامه ماجرا …

## بازیگران
- حبیب دهقان‌نسب
- مینا جعفرزاده
- محمود بهرامی
- مهتاج نجومی
- مهران نائل
- هستی محمایی
- محمدرضا مصباح‌زاده

## سایر عوامل تولید
- آهنگساز دکتر عماد توحیدی
- مدیر تولید: سالار دریامج
- تدوینگر: سعید سالارزهی و مریم صفایی
- تصویربردار: رضا عطار
- چهره‌پردازی: اشکان عسگری
- طراح صحنه و لباس: امیر احدزاده
- صدابردار: احسان صابریان،
- دستیار و برنامه ریز:وحید کاشی
- منشی صحنه: ملیحه کوروش‌زاده